# Suyo Paloh
Suyo Paloh is een bestuurslaag in het regentschap Pidie van de provincie Atjeh, Indonesië. Suyo Paloh telt 174 inwoners (volkstelling 2010).